# Antonio Cepeda
Antonio González Cepeda (Almonte, Huelva, España, 7 de marzo de 1960) es un exfutbolista español que se desempeñaba como defensa.

## Clubes
| Club                       | País   | Año       |
| -------------------------- | ------ | --------- |
| R. C. Recreativo de Huelva | España | 1979-1986 |
| Elche C. F.                | España | 1986-1991 |